# Nya Zeelands generalguvernör
Nya Zeelands generalguvernör (engelska: Governor-General of New Zealand; maori: Te Kāwana Tianara o Aotearoa) är den nyzeeländska monarkens personliga representant på plats i landet. Generalguvernören utför statshandlingar i monarkens namn och fungerar därför i praktiken som landets statschef.
Generalguvernören utser och entledigar Nya Zeelands premiärminister, beroende på vem som har stöd i Nya Zeelands parlament.

## Bakgrund

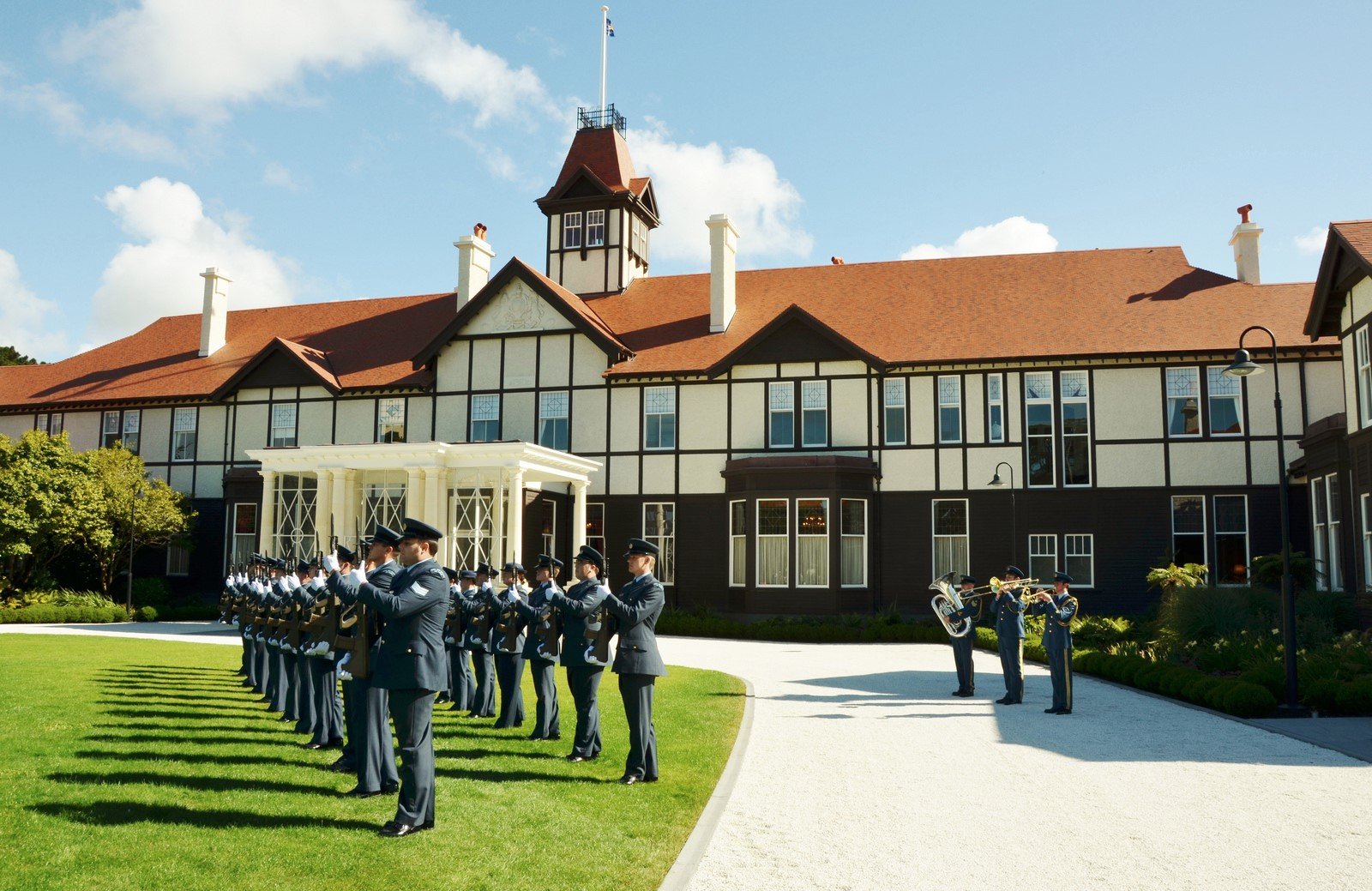
Government House i Wellington är generalguvernörens residens.

Befattningen var ursprungligen guvernör för Kolonin Nya Zeeland som tillhörde det brittiska imperiet, men först 1917, 10 år efter att dominionen bildats, ändrades titeln till generalguvernör likt motsvarande befattning i Australien.
Westminsterstatuten ratificerades av Nya Zeeland 1947. Därmed blev landet ett samväldesrike, och generalguvernörens funktion ändrades från att representera den brittiska centralmakten i London till att bli den nyzeeländska monarkens personliga representant. Det var dock inte förrän 1972 som enbart nyzeeländska medborgare började utnämnas till ämbetet. Generalguvernören utses numera formellt av monarken på förslag av Nya Zeelands premiärminister. Ämbetet definieras primärt i ett kungligt brev från 1983 (Letters Patent) och sekundärt i Constitution Act 1986.
Generalguvernören har konstitutionella, ceremoniella och representativa uppgifter. Generalguvernören presiderar i verkställande rådet (Executive Council) och är högsta befälhavaren för Nya Zeelands försvarsmakt. Generalguvernören utser också (på premiärministerns bindande förslag) alla andra ministrar och högre ämbetsmän, ger kunglig sanktion till lagförslag, utfärdar kreditivbrev till nyzeeländska diplomater och ackrediterar utländska diplomater, tilldelar nyzeeländska dekorationer och är värd för inkommande statsbesök.

## Lista över generalguvernörer
| Nr  | Porträtt | Namn                      | Levnadsdatum | Började           | Slutade           |
| --- | -------- | ------------------------- | ------------ | ----------------- | ----------------- |
| 1.  |          | Arthur Foljambe           | 1870–1941    | 28 juni 1917      | 8 juli 1920       |
| 2.  |          | John Jellicoe             | 1859–1935    | 27 september 1920 | 12 december 1924  |
| 3.  |          | Charles Fergusson         | 1865–1951    | 13 december 1924  | 8 februari 1930   |
| 4.  |          | Charles Bathurst          | 1867–1958    | 19 mars 1930      | 15 mars 1935      |
| 5.  |          | George Monckton-Arundell  | 1882–1943    | 12 april 1935     | 3 februari 1941   |
| 6.  |          | Cyril Newall              | 1886–1963    | 22 februari 1941  | 19 april 1946     |
| 7.  |          | Bernard Freyberg          | 1889–1963    | 17 juni 1946      | 15 augusti 1952   |
| 8.  |          | Charles Willoughby Norrie | 1893–1977    | 2 december 1952   | 5 juli 1957       |
| 9.  |          | Charles Lyttelton         | 1909–1977    | 5 september 1957  | 13 september 1962 |
| 10. |          | Bernard Fergusson         | 1911–1980    | 9 november 1962   | 20 oktober 1967   |
| 11. |          | Arthur Porritt            | 1900–1994    | 1 december 1967   | 7 september 1972  |
| 12. |          | Denis Blundell            | 1907–1984    | 27 september 1972 | 5 oktober 1977    |
| 13. |          | Keith Holyoake            | 1904–1983    | 26 oktober 1977   | 25 oktober 1980   |
| 14. |          | David Beattie             | 1924–2001    | 6 november 1980   | 21 november 1985  |
| 15. |          | Paul Reeves               | 1932–2011    | 22 november 1985  | 19 november 1990  |
| 16. |          | Catherine Tizard          | 1931-2021    | 13 december 1990  | 3 mars 1996       |
| 17. |          | Michael Hardie Boys       | * 1931       | 21 mars 1996      | 21 mars 2001      |
| 18. |          | Silvia Cartwright         | * 1943       | 4 april 2001      | 4 augusti 2006    |
| 19. |          | Anand Satyanand           | * 1944       | 23 augusti 2006   | 23 augusti 2011   |
| 20. |          | Jerry Mateparae           | * 1954       | 31 augusti 2011   | 31 augusti 2016   |
| 21. |          | Patsy Reddy               | * 1954       | 28 september 2016 | 28 september 2021 |
| 22. |          | Cindy Kiro                | * 1958       | 12 oktober 2021   | sittande          |